# Сена Ирие
Сена Ирие (入江 聖奈) е японска състезателка по бокс.
Родена е в Йонаго, Япония. Става шампионка на олимпиадата в Токио (2020).